# Phylloxera fraxini
Phylloxera fraxini är en insektsart som beskrevs av George Ledyard Stebbins 1910. Phylloxera fraxini ingår i släktet Phylloxera och familjen dvärgbladlöss. Inga underarter finns listade i Catalogue of Life.